# Leandro González
Leandro González (Pigüé, 14 ottobre 1985) è un calciatore argentino, attaccante dell'Argentino (Q).

## Carriera
Ha giocato nella massima serie dei campionati argentino e cipriota.